# 恩田川

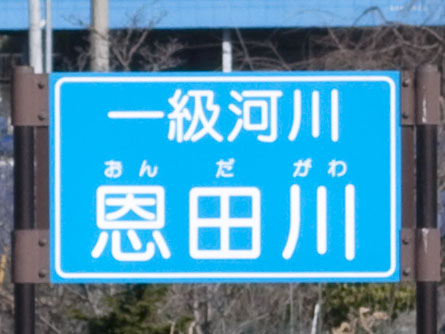
恩田川の標識（横浜市青葉区）

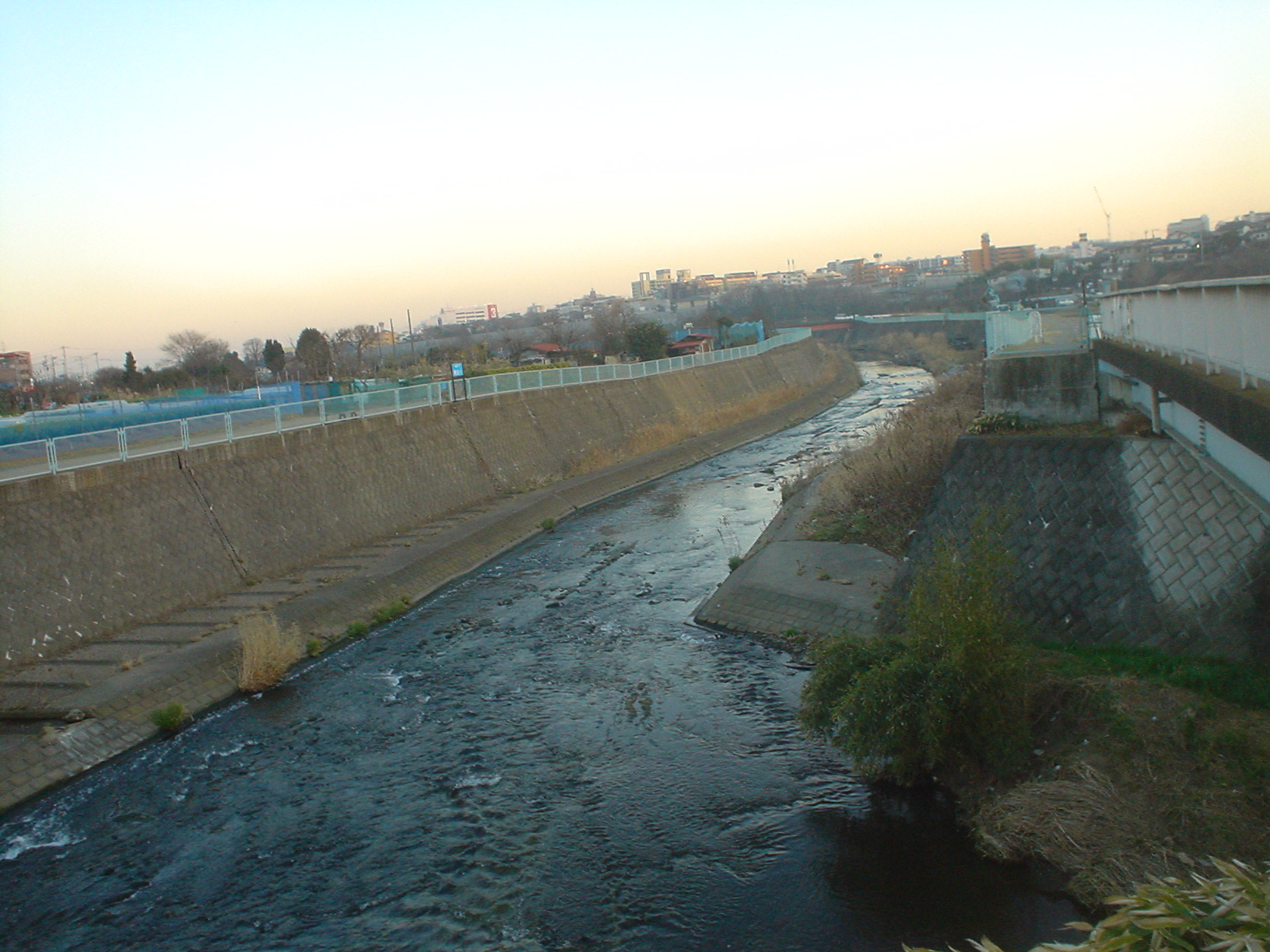
恩田川（横浜市緑区いぶき野）岩川合流点

恩田川（おんだがわ）は、東京都町田市および神奈川県横浜市を流れる川（一級河川）であり、鶴見川水系の大きな支流である。

## 地理
東京都町田市本町田の滝ノ沢地区、町田街道の町田三中西交差点の北東に源を発し、JR横浜線の北をほぼ平行に流れ、神奈川県横浜市緑区青砥町と緑区中山町の境界で鶴見川に合流する。一級河川としての上流端は、鶴川街道カルバートである。恩田川という名称としての上流端は、水源からのわさび沢川と今井川が合流する地点である。

## 名称の由来
武蔵国都筑郡（現在の神奈川県の流域）では、郡内の恩田村（現在の恩田町・田奈町・しらとり台など）から流れてくる川として、古くから恩田川と呼ばれていた。
一方、南多摩郡（現在の東京都の流域）では、郡内の町田村から流れてくる川として、町田川と呼ぶことが一般的であった。なお、現在「町田」というと町田駅周辺の原町田をイメージすることが多いだろうが、旧町田村は、原町田村が分村したことにより本町田村と改名している。よって、旧来の「町田」は現在の本町田（特に旧字名の宿から今井谷戸にかけて）であり、ちょうど恩田川の上流端となっている。
後に、本町田村と原町田村は合併し町田村となり、その頃には町田村の中心は原町田側に移っており、「町田」から流れてくるというイメージは薄れ、その後に南多摩郡の流域は全域が町田町（後に町田市）になったため、自然と都筑郡で用いられていた名称が使われるようになったものである。
ただし、旧恩田村の字に「町田川通」という地名があったので、恩田村周辺でも町田川と呼ばれていたようである。

## 管理
- 町田市 下水道部 下水道管理課（水源～鶴川街道カルバート（カルバートそのものは含まず））[1]
- 東京都 建設局 総務部 南多摩東部建設事務所 町田東工区（鶴川街道カルバート～都県境）
- 神奈川県 県土整備局 横浜川崎治水事務所 工務部 河川第一課（都県境～鶴見川合流点）

## 流域の自治体
東京都
町田市
神奈川県
横浜市青葉区、緑区

## 散策
わさび沢川と今井川の合流点より上流については、後述。

### 東京都
右岸側からわさび沢川、左岸側から今井川が合流する地点より下流側を、恩田川と称する。
恩田川上流端周辺には上水のための水源施設が2箇所あり、原町田浄水所を経て、町田市中心部の水道水として供給されている。左岸は住宅地、右岸は雑木林という場所を通り、鶴川街道の下をカルバートでくぐり抜ける。一級河川に指定されている区間は、鶴川街道カルバートを含み、ここから鶴見川合流点までである。ここから、町田市が設置したサイクリング道路（自転車歩行者専用道路）が両岸にある。

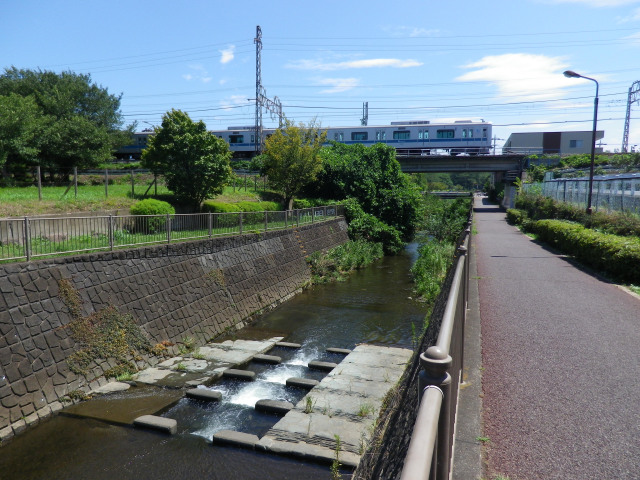
恩田川とサイクリング道路（町田市南大谷二丁目、2016年8月）

稲荷坂橋を過ぎると、東京都住宅供給公社の本町田住宅（団地）の中を、大谷一号橋まで通り抜ける。大谷一号橋の右岸下流側に、本町田住宅の台所・三徳本町田店がある。本町田店であるが、南大谷地籍にある。南大谷地籍内は、両岸に桜が点在している。三徳の辺りの河川敷は、菜の花がある。桜橋の右岸上流側に、住宅を挟んで自動車教習所の町田ドライヴィングスクールがある。桜橋の右岸下流側には、休憩施設がある。桜橋から梅の橋の右岸のサイクリング道路は、水面近くまで低い所を通る親水広場になっている。増水時は、この場所は通行止めになる。桜橋から小田急小田原線の鉄道橋までの右岸側には、都営南大谷アパート（団地）がある。梅の橋から石洗橋の間は、右岸にしかサイクリング道路がない。左岸は道こそあるが、小田急小田原線の築堤により寸断されている。
石洗橋まで南東方向に流れてきたが、坂下橋までの間に、南へ方向を変える。坂下橋の左岸には町田市立南大谷中学校があり、橋に直結するように裏門がある。坂下橋は、その名の通り、右岸側に坂がある。その坂は階段になっているが、車の通行もある。左岸から大谷川が合流する地点の右岸には、南大谷スポーツ広場があり、地元の少年野球チームなどが練習などに使っている。

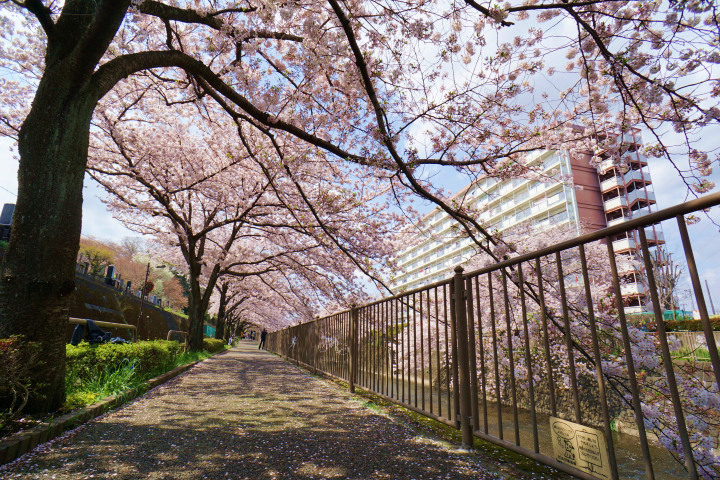
恩田川沿いの桜並木（町田市成瀬七丁目、2017年4月）

高ヶ坂に入ると、住宅地の中を一直線に進み、高瀬橋に至る。高瀬橋から都県境までは、両岸が桜並木になっており、春には、成瀬中央橋付近を中心にさくら祭が催される。高瀬橋下流側右岸には休憩施設があり、左岸にはサイクリング道路から河川敷に下りれる親水広場になっている。高瀬橋から鹿島橋の前後で、ほぼ90度方向を変え、東へ流れる。
扇橋から都橋の間は、1983年まで自動車が通れる橋がなく、不便な所であった。扇橋から西山橋先までの左岸には都営成瀬アパート（団地）があり、団地内の会下山橋上流側左岸にはオーディオテクニカ本社工場がある。会下山橋上流側右岸の高台には城山公園があり、そこは小机城の支城であったと言われる成瀬城の跡地である。会下山橋と成瀬街道の間、オーディオテクニカと道を挟んだ隣に、東京都立成瀬高等学校がある。会下山橋は、高い土地である南成瀬と、低い土地である東京都立成瀬高等学校方面とを結ぶ橋で、サイクリング道路や都営成瀬アパートの商店街をも跨いでいる。会下山橋の上流側左岸、オーディオテクニカと恩田川の間には、かつて杉山神社があったが、都営成瀬アパートが作られた時に、東雲寺の隣へ移転している。西山橋の下流側左岸には町田市立南第二小学校がある。吹上橋から向橋先の右岸にある大きな建物は、町田市立総合体育館である。都橋を過ぎると、右岸から小川が合流し、その先が都県境である。

### 神奈川県

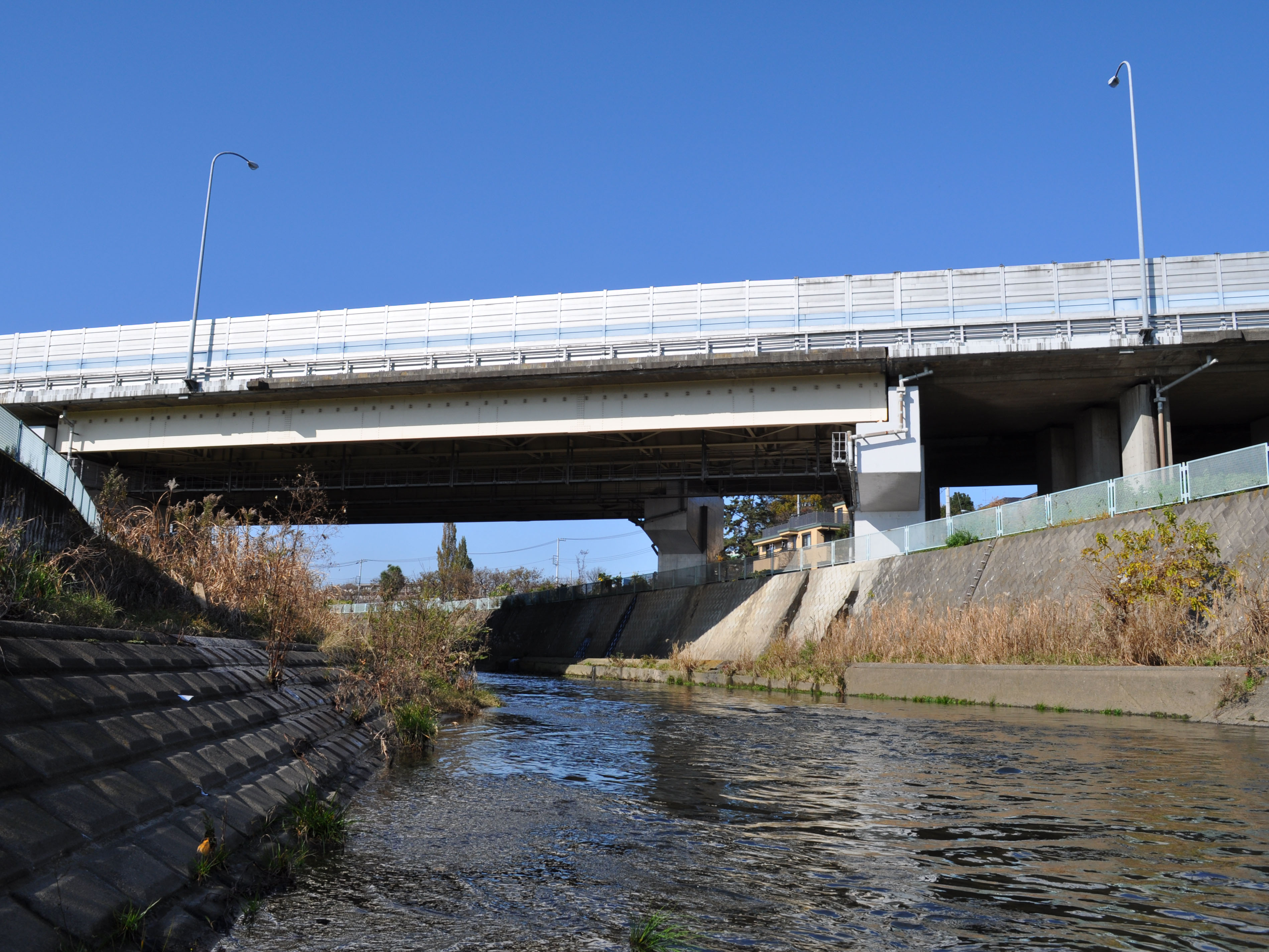
東名高速道路の下を通過する恩田川（横浜市緑区十日市場町、2009年12月）

都県境付近の右岸の建物は、町田下水処理場（成瀬クリーンセンター）である。都県境を境に、護岸や両岸の様子が、著しく変わる。右岸の道は未舗装路となり、左岸の道は舗装されてはいるもののあまり整備されていないように見える。都県境から下流の両岸の道は、舗装済・未舗装、半々ぐらいで、基本的には歩行者自転車のみが通行を許された河川用地である。ただし、一部は生活道路として、車両の通行ができる箇所もある。
左岸は、東京都側は住宅地であるが、神奈川県側は田畑である。左岸の田畑は、田奈駅近辺を除き、鶴見川合流点に一番近い都橋まで続く。町田下水処理場の北東端では、処理済みの下水が、恩田川に放水されている。その平均放水量は、そこまでの恩田川の流量に匹敵する0.83m³/sであり、鶴見川亀甲橋における流量の約8%にあたる。柳橋の右岸上流側には、河川敷に下りられる親水施設がある。柳橋の右岸は、東向地団地がある。右岸は、田奈橋と恩田大橋の中間辺りまで、住宅・小工場・荒地などが入り混じった状況である。
こどもの国線の鉄道橋をくぐると、日影橋の上流側左岸から奈良川が合流する。恩田川と奈良川の間の合流点の所には、「水辺の階段」がある。この合流点上流側辺りから、そこまでほぼ東へ流れていた方向を、ほぼ東南方向へ変える。浅山橋上流側には、水位流量観測所がある。田奈橋上流側右岸には、ドッグランがある。田奈橋と東急田園都市線の鉄道橋の間の左岸には東急ストア田奈店があり、その向こうには田奈駅がある。田奈駅周辺の恩田川と神奈川県道140号川崎町田線の間は、住宅地となっている。東急ストア田奈店の駐車場の下は「田奈調整池」がある。
東急田園都市線の鉄道橋をくぐると、右岸の長津田第三公園を過ぎた先から、右岸も田畑が続く。恩田大橋をくぐった先の右岸から岩川が合流する。この合流地点から下流側を眺めると、田畑の中を流れている恩田川の様子がよくわかる。川戸橋まで来ると、東名高速道路とJR横浜線が見える。その先、右岸から山谷川が合流する。恩田川大橋上流側左岸には、しらとり川が合流する。東名高速道路をくぐる。坂下橋の上流側は長い範囲でJR横浜線がよく見える。新良橋を過ぎると、右岸から梅田川が合流する。梅田川合流点からもJR横浜線が見える。
梅田川合流点と小山橋の中間の右岸には、観護寺がある。観護寺には、横浜市地域史跡に登録されている「印融法印墓」がある。小山橋の右岸上流側にはトステムの工場がある。小山橋左岸あたりを中心に、この辺りでは、梨やブドウが栽培されている。小山橋から都橋先の右岸は、中山駅前に拓けた市街地である。この区間の右岸には、高層団地や商店がある。都橋右岸にある「ハーモニーみどり」の下には、「ハーモニーみどり調整池」がある。都橋を過ぎると、鶴見川合流点周辺の工場地帯に入る。鶴見川合流点手前の左岸には、親水施設がある。左岸側からの鶴見川（谷本川）と合流する。合流点では、鶴見川（谷本川）に負けず劣らずの水量で、見る場所によっては、恩田川のほうが本流にも見える。

## 歴史
- 1962年（昭和37年） - 神奈川県管理区間における小規模河川改修事業に着手。
- 1966年（昭和41年）6月28日 - 台風4号により、浸水被害。氾濫面積103.9ha、浸水家屋123棟。
- 1967年（昭和42年）5月25日 - 神奈川県管理区間が、河川法に基づく、一級河川に指定される。
- 1968年（昭和43年）9月 - 東京都管理区間における都市計画事業が決定し、河川改修を進める。
- 1969年（昭和44年）3月 - 神奈川県管理区間における小規模河川改修事業、完成。
- 1969年（昭和44年）3月20日 - 東京都管理区間が、河川法に基づく、一級河川に指定される。
- 1974年（昭和49年） - 神奈川県管理区間における河川局部改良事業により、ブロック積護岸が施行される。
- 1976年（昭和51年）9月9日 - 台風17号により、浸水被害。氾濫面積18.0ha、浸水家屋156棟。
- 1978年（昭和53年） - 神奈川県管理区間における河川局部改良事業、完了。神奈川県単独の河川改修事業に着手。低水護岸、ブロック張護岸が施工される。
- 1979年（昭和54年） - 東京都管理区間における都市計画事業が完了し、全川にわたる雨量30mm/h規模の改修が完成。神奈川県管理区間における総合治水対策特定河川事業と住宅宅地関連公共施設整備促進事業に着手。
- 1981年（昭和56年） - 全川にわたる雨量50mm/h規模の改修に着手。
- 1988年（昭和63年）3月 - 神奈川県管理区間における住宅宅地関連公共施設整備促進事業、完成。
- 1989年（平成元年）7月19日 - 町田市の都橋下流で鯉や鮒などの斃死体をドラム缶1杯ぐらい回収。調査ではシアンなどは検出されず、原因不明。
- 1990年（平成2年）5月31日 - 国道246号付近で魚が浮上。700匹ぐらいの魚を回収。調査ではシアンなどは検出されず、原因不明。
- 1992年（平成4年）6月9日 - 奈良川に隣接する資材置場から軽油が約50リットル流出。吸着マットで回収。
- 1994年（平成6年） - 神奈川県単独の河川改修事業、完了。
- 2000年（平成12年） - 東京都管理区間における雨量50mm/h規模の改修が、最上流の橋梁部を残して完成。
- 2005年（平成17年）4月1日 - 他の鶴見川水系の河川と共に、特定都市河川浸水被害対策法[2]による「特定都市河川」及び「特定都市河川流域」に指定される[3]。

## 支流

### 今井川

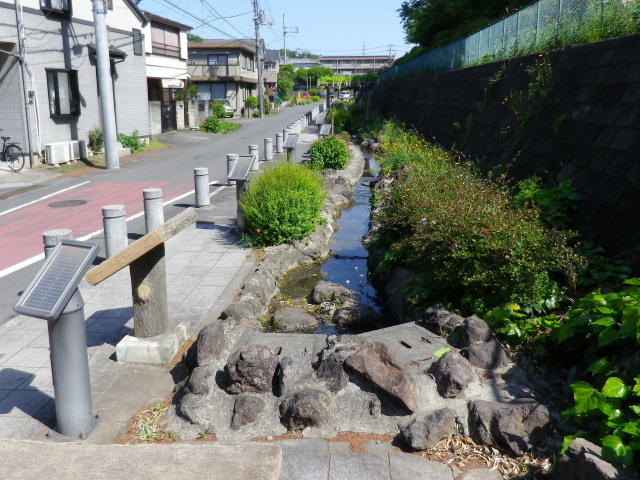
なかよし散歩道（町田市本町田、2016年5月）

町田市下水道部下水道管理課が管理する普通河川。町田市の管理上の名称は、「本町田2号雨水幹線」である。源流部はいくつかの流れに分かれているが、水源は鎌倉街道以北の七国山から薬師池にかけての、町田市本町田と山崎町の境にほぼ集約される。なお、薬師池は、鶴見川本流の流域に当たる。今井谷戸交差点東側から町田市立本町田東小学校南西端までは、暗渠を通り、暗渠の上は「なかよし散歩道」として、雨水や湧水を利用したせせらぎ水路が流れる親水施設になっている。「町田市公共下水道本町田２号雨水幹線」として2007年手づくり郷土賞（地域整備部門）受賞。	
「なかよし散歩道」の下流側には「ひなた村」と称する、レクリエーション施設やデイキャンプ場などを備えた、町田市子ども生活部が管理する公園がある。町田市立町田第三小学校の東端を、南へ流れる。右岸からわさび沢川が合流する地点においては、流路や水量から、今井川が本流のようにも見えるので、恩田川の水源を七国山付近とする文献も見受けられる。なお、恩田川とは、わさび沢川と今井川の合流点から下流についての名称である。わさび沢川と比べると、全流域、山里を感じさせる地帯である。

### 恩田雨水幹線
町田市下水道部下水道管理課が管理する水路。東京都住宅供給公社の町田木曽住宅の南東端にある第三調整池（北緯35度33分50秒 東経139度26分25秒 / 北緯35.56389度 東経139.44028度）から流れ出し、町田市立町田第三小学校の北（北緯35度33分54秒 東経139度26分46秒 / 北緯35.56500度 東経139.44611度）で今井川の右岸へ合流する。

### 恩田川旧川
町田市下水道部下水道管理課が管理する普通河川。町田本町田郵便局の東（北緯35度33分49秒 東経139度26分52秒 / 北緯35.56361度 東経139.44778度）で今井川左岸から分流し、鶴川街道の日向台交差点と久美堂本町田店の間を通り、東京都住宅供給公社の本町田住宅の北端の稲荷坂橋の左岸下流側（北緯35度33分37秒 東経139度27分06秒 / 北緯35.56028度 東経139.45167度）で恩田川に合流する。

### わさび沢川
町田市下水道部下水道管理課が管理する普通河川。前記にある源（北緯35度33分37秒 東経139度25分48秒 / 北緯35.56028度 東経139.43000度、町田市本町田の滝ノ沢地区）から、今井川が左岸から合流する地点（北緯35度33分46秒 東経139度26分51秒 / 北緯35.56278度 東経139.44750度、町田市本町田の日向台地区）までの、恩田川源流部における名称である。水源付近は、2011年に町田市都市づくり部公園緑地課により、滝の沢源流公園が整備された。公園が整備される以前は住宅地の中にぽっかりとある荒地で、数軒の民家が建ち並んでいた。現在では、わさび沢川源流域には上水のための水源施設が3箇所あり、滝の沢浄水所を経て、町田市南部の水道水として供給されている。水源近くの「町田市立滝の沢児童公園」の南端から「町田市立本町田ひまわり児童遊園」の西端にわたり歩道と住宅地の中の道路の下の暗渠を流れていて、全域住宅地を流れている。最上の橋（名称なし）と一部を除き、道路と交わる場所は、道路の下のカルバートを通っている。前記の他に、町田市立本町田清水児童遊園（北緯35度33分31秒 東経139度26分26秒 / 北緯35.55861度 東経139.44056度、町田市本町田1544番地9）にも源がある。

### 大谷川
かつては自然河川であったが、現在は、町田市下水道部下水道管理課が管理する水路である。ほぼ全区間、暗渠を流れる。

#### 玉川学園1号水路
町田市玉川学園四丁目（北緯35度33分58秒 東経139度27分25秒 / 北緯35.56611度 東経139.45694度付近）を最上流に、小田急小田原線玉川学園前駅の北・学校法人玉川学園の敷地内にある玉川池の直下を通り、小田急小田原線の西側を線路に沿って南下し、玉川学園一丁目交差点付近（北緯35度33分34秒 東経139度27分40秒 / 北緯35.55944度 東経139.46111度付近、町田市玉川学園一丁目）で左岸から玉川学園2号水路に合流する。

#### 玉川学園2号水路
町田市玉川学園三丁目（北緯35度33分43秒 東経139度27分26秒 / 北緯35.56194度 東経139.45722度付近）を最上流に、玉川学園一丁目交差点付近で右岸から玉川学園1号水路に合流する。

#### 学園都市下水路
玉川学園1号水路と玉川学園2号水路の合流点から、玉川学園一丁目で小田急小田原線を横切り、南東へ流れ、大谷原地区の交差点で南へ向きを変え、町田市立南大谷小学校の東端を通り、町田市立南大谷中学校の外周を通り、南大谷中学校の南西端（北緯35度32分57秒 東経139度27分47秒 / 北緯35.54917度 東経139.46306度、町田市南大谷七丁目）で恩田川に合流する。

### 芹ヶ谷川
かつては自然河川であったが、現在は、町田市下水道部下水道管理課が管理する水路である。

#### 中町1号幹線雨水路
芹ヶ谷公園（北緯35度32分55秒 東経139度27分02秒 / 北緯35.54861度 東経139.45056度、町田市南大谷一丁目）に源を発し、芹ヶ谷公園の中の湧水を集めながら南東に流れ、町田市立国際版画美術館の東から暗渠を流れ、原町田ふるさとの森の北東端を南東に流れ、熊野神社近く（北緯35度32分29秒 東経139度27分27秒 / 北緯35.54139度 東経139.45750度、町田市高ヶ坂二丁目）で熊野神社水路に左岸から合流する。芹ヶ谷公園は、芹ヶ谷川の流れを活かした親水公園としての側面もあり、水の一部をコンクリート溝に流し、水遊びができるようになっている。なお、源流付近は自然保護林として一般の立ち入りが禁止されている。

#### 熊野神社水路
町田街道の原町田二丁目交差点の南東にある義澤材木店の敷地内（北緯35度32分24秒 東経139度27分13秒 / 北緯35.54000度 東経139.45361度付近、町田市原町田二丁目）を源に暗渠を流れ（一部開渠）、熊野神社近くで中町1号幹線雨水路を合流し開渠に出て、成瀬街道の高ヶ坂交差点を暗渠で横切り、暗渠のまま町田市立高ヶ坂小学校の北側を通り、高瀬橋の右岸下流側（北緯35度32分33秒 東経139度27分49秒 / 北緯35.54250度 東経139.46361度、町田市高ヶ坂六丁目）で恩田川に合流する。大まかに見ると、全体として東への流れだが、上流では成瀬街道を2回横切り、蛇行している。
かつては、熊野神社の町田街道側に那智滝に似た滝があり（といっても、規模はたいしたことなかったようであるが）、熊野神社はその滝を御神体として建てられたものである。

### 名称不明
JR横浜線の成瀬踏切の南西にある松葉谷戸公園（町田市金森東一丁目）に源を発し、JR横浜線をくぐる所からすべて暗渠を経て、芹ヶ谷川の合流点よりやや下流側右岸から恩田川に合流する。現在は町田市下水道部下水道管理課が「高ヶ坂27都営東水路」として管理する。

### 三又川

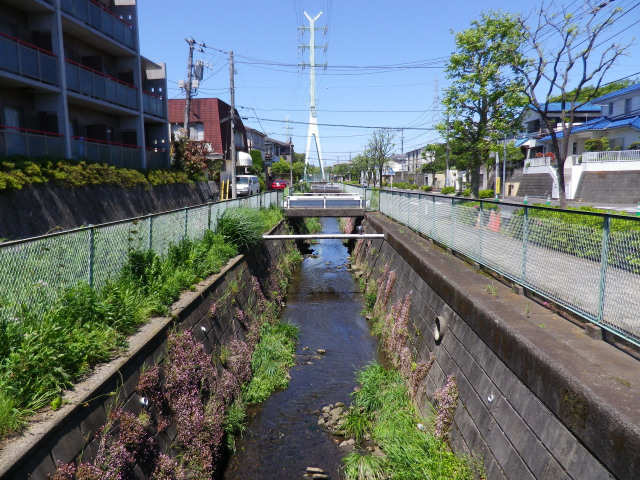
三又川（町田市西成瀬2丁目、2016年5月）

かつては自然河川であったが、現在は町田市下水道部下水道管理課が管理する水路である。町田市の管理上の名称は、「三又都市下水路」である。町田市東玉川学園一丁目（北緯35度33分33秒 東経139度28分15秒 / 北緯35.55917度 東経139.47083度付近）を最上流に暗渠を南へ流れ、昭和薬科大学バスロータリー北方で開渠に出る。昭和薬科大学の敷地内からの水を受け入れながら南下する。観性寺付近から成瀬コミュニティセンター付近まで、河川上に土台を設け、上空を高圧電線が通る。成瀬街道と交差する、成瀬コミュニティセンター前交差点から恩田川合流点までは、暗渠を通っている。会下山橋と二反田橋の間（北緯35度32分27秒 東経139度28分27秒 / 北緯35.54083度 東経139.47417度、町田市成瀬七丁目）、恩田川の左岸に合流する。自然河川であったころは、現在の東京都立成瀬高等学校付近で奈良谷戸川に合流していた。

### 奈良谷戸川
かつては自然河川であったが、現在は、町田市下水道部下水道管理課が管理する水路である。町田市の管理上の名称は、「奈良谷戸都市下水路」である。町田市成瀬四丁目の美岳公園あたり（北緯35度33分31秒 東経139度28分45秒 / 北緯35.55861度 東経139.47917度付近）を最上流に暗渠を南へ流れ、町田市立成瀬台小学校東方を通り、町田市立成瀬中央小学校の東方で開渠に出て、一部暗渠を経て、東京都立成瀬高等学校の東の成瀬街道と交差する地点（奈良谷戸橋）から暗渠を通り、都営成瀬アパート（団地）の南端・西山橋の上流側（北緯35度32分23秒 東経139度28分34秒 / 北緯35.53972度 東経139.47611度）で恩田川に合流する。自然河川のころは、成瀬街道を横切り、現在の町田市立南第二小学校の北を通り、現在の吹上橋付近で恩田川に合流していた。

### 小川
かつては、「柳川」や「柳渓川」と呼ばれていた。現在では、「小川川」と呼ぶ場合もあるようだ。小川都市下水路の区間を除き、普通河川である。全区間、町田市下水道部下水道管理課が管理する。町田市南つくし野二丁目の東急田園都市線の線路あたり（北緯35度30分52秒 東経139度28分42秒 / 北緯35.51444度 東経139.47833度）を最上流とし、やなぎ公園を経て、暗渠を北へ流れる。この先、小川一丁目・つくし野一丁目・つくし野二丁目の境にある交差点を越えたところで開渠になり、郵便局桜通りの西側を併走し、JR横浜線をくぐる流れがあるが、これは、上記の交差点直下で寸断されていて、本流は町田市南成瀬七丁目の町田市立南成瀬中学校の南端まで桜通りの真下にある暗渠を流れ、地上に出たところで、寸断された流れと合流する。ここ（北緯35度31分57秒 東経139度28分49秒 / 北緯35.53250度 東経139.48028度）までが、普通河川の区間だ。なお、南成瀬中学校の校歌に、この小川のことが歌われている。

#### 小川都市下水路
南成瀬中学校の南端から、南成瀬中学校の東側を通り、町田市南成瀬八丁目の町田下水処理場（成瀬クリーンセンター）の西側を通り、成瀬変電所の北西・町田市成瀬六丁目（北緯35度32分10秒 東経139度29分00秒 / 北緯35.53611度 東経139.48333度）で恩田川に合流する。南成瀬中学校の対岸は、「なすな原遺跡」と呼ばれる遺跡群であり、その半分以上が現在は東急電鉄の車両基地（長津田検車区）になっている。

### 奈良川

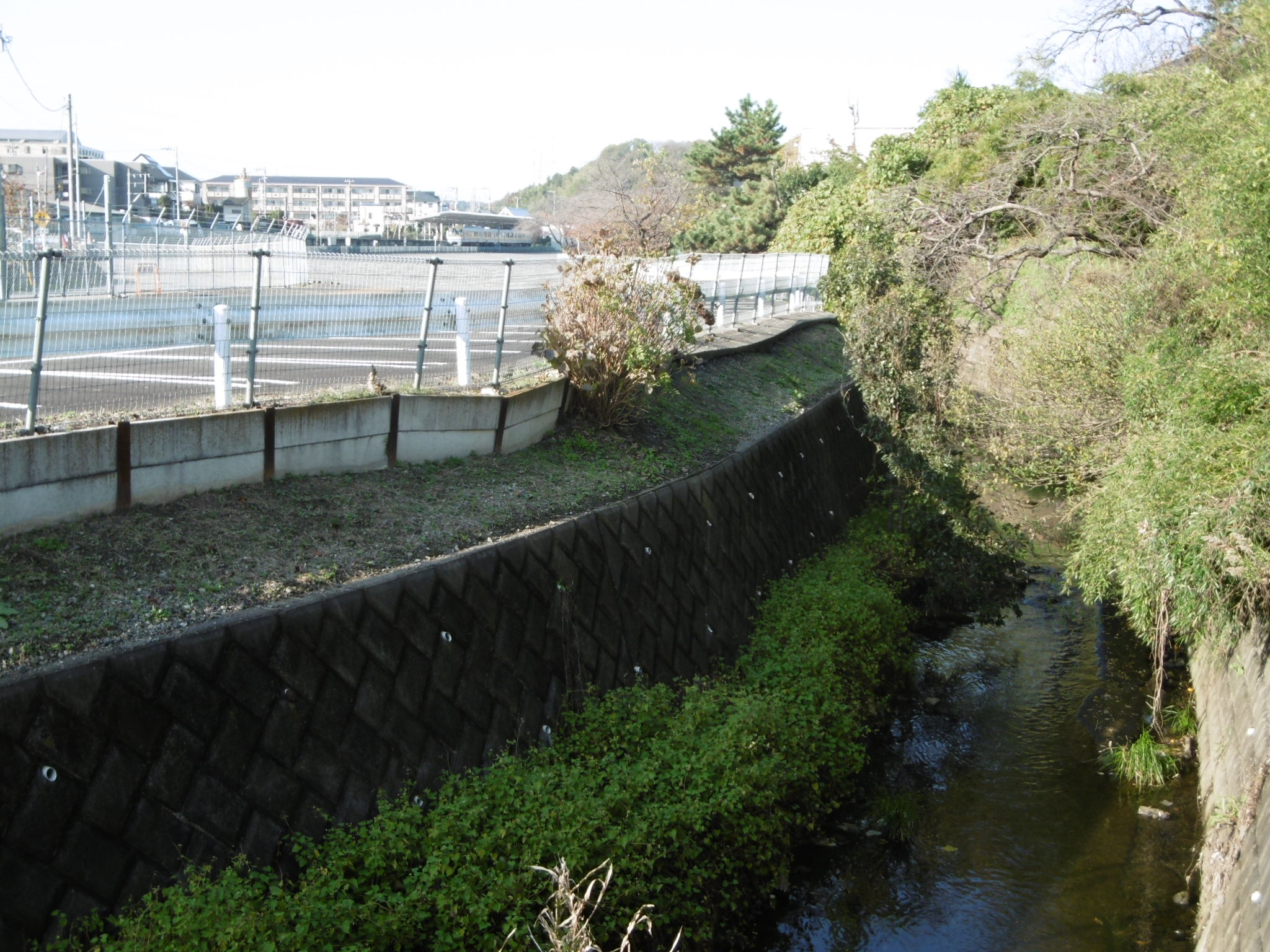
左上奥のこどもの国駅から発着するこどもの国線などと沿いながら流れる奈良川(横浜市青葉区奈良町、2015年11月)

横浜市 道路局 河川部 河川管理課が管理する準用河川。準用河川区間延長は3470m（大田平橋から下流）、うち横浜市改修計画区間は1920m（神前橋から下流）、流域面積は6.51km²。学校法人玉川学園の敷地内にある横浜市青葉区奈良町の奈良池（本山池）（北緯35度34分03秒 東経139度28分27秒 / 北緯35.56750度 東経139.47417度）を源とし、緑協和病院の南西側、横浜市立奈良小学校の東側、こどもの国駅とこどもの国の間を通り、こどもの国線とこどもの国通りに沿って南下し、横浜市青葉区恩田町の日影橋の下流側（北緯35度32分20秒 東経139度29分44秒 / 北緯35.53889度 東経139.49556度）で恩田川に合流する。1973年度に準用河川に指定され、1980年度から準用河川改修事業が行われている。水源の奈良池では、絶滅危惧IA類(CR)であるゼニタナゴが生息するが、水質悪化により、絶滅が危惧されている（または、すでに絶滅したとも言われている）。源流域は、土橋谷戸と呼ばれる小さな谷を形成している。「こどもの国」内に遊水池がある。

### 岩川
横浜市 道路局 河川部 河川管理課が管理する準用河川。岩川を参照。

### 山谷川
横浜市 道路局 河川部 河川管理課が管理する普通河川。JR横浜線と東名高速道路の交点あたりを最上流に、北へ流れ、川戸橋と恩田川大橋のほぼ中間（北緯35度31分47秒 東経139度30分50秒 / 北緯35.52972度 東経139.51389度）で恩田川に合流する。全区間、横浜市緑区十日市場町である。上流は茂みに覆われていて、源流に近づくことは困難である。短い川ではあるが、水量は少なくない。

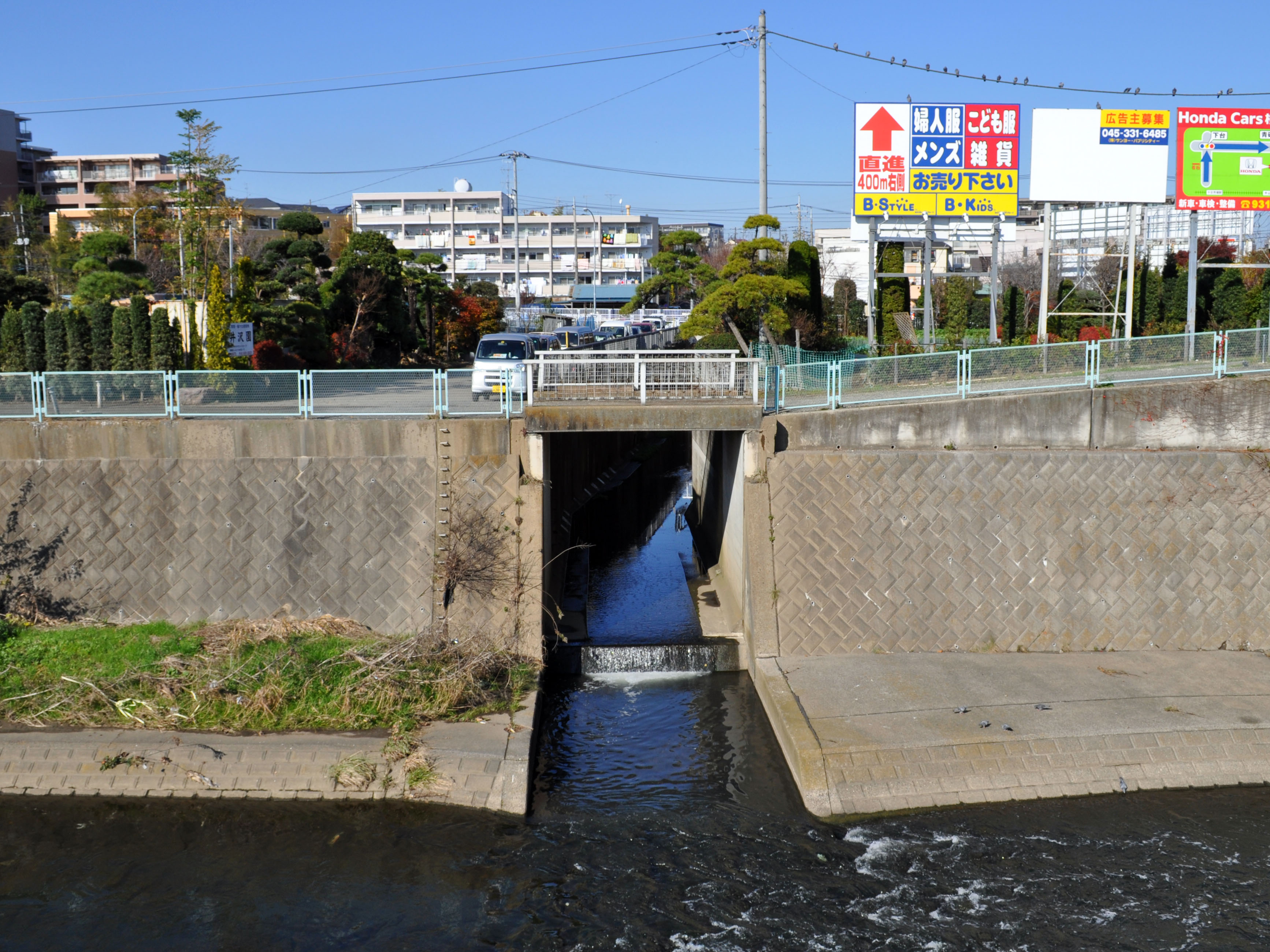
恩田川（手前）に合流するしらとり川（横浜市青葉区しらとり台、2009年12月）

### しらとり川
横浜市 道路局 河川部 河川管理課が管理する普通河川。若草台・桂台・旧青葉台病院前を最上流とし、桂台2丁目付近の交差点で若草台からの流れと桂台からの流れが合流。そして青葉台駅付近の交差点で旧青葉台病院前からの流れと合流し、一本の流れとなる
。そして南へ流れ、横浜市青葉区しらとり台の恩田川大橋の上流側（北緯35度31分50秒 東経139度31分01秒 / 北緯35.53056度 東経139.51694度）で恩田川に合流する。最上流から国道246号の北側までは、暗渠を流れる。
かつて環状4号線が農道だった時代には、榎が丘付近で「黒橋」という橋が架かっていた

。

### 梅田川
横浜市 道路局 河川部 河川管理課が管理する一級河川。梅田川 (神奈川県)を参照。

### 台村川
横浜市 道路局 河川部 河川管理課が管理する普通河川。特に下流では「谷戸川」とも呼ばれる。横浜市緑区台村町の神奈川大学附属中・高等学校あたりを源に、南へ流れ、横浜市緑区三保町の神奈川県住宅供給公社宮根団地の南から東へ流れ、日立造船の寮の南側から暗渠を通り、横浜市緑区台村町のエスポワール（マンション）の北で開渠に出て、JR横浜線をくぐり、横浜市緑区中山町の中山駅前ハイツ（団地）の北（北緯35度31分04秒 東経139度32分11秒 / 北緯35.51778度 東経139.53639度）で恩田川に合流する。

## 橋梁
一級河川区間のみを全橋掲載。地名は、左岸上流寄りを基準。

### 東京都町田市

#### 町田市本町田
- 鶴川街道カルバート（鶴川街道）
  - 右岸方向に進むと東京都立町田高等学校・芝生広場「町田シバヒロ」（旧町田市役所）を経て町田駅、左岸方向に進むと町田市金井町を経て鶴川駅に至る。正式には橋ではなくカルバートなので正式名称はないが、町田市では便宜上「鶴川街道カルバート」と呼んでいる。
- 稲荷坂橋
- 本町田三号橋
- 本町田二号橋
- 本町田一号橋
- 大谷二号橋（町田市南大谷との境界）

#### 町田市南大谷
- 大谷一号橋
- 桜橋
  - 右岸方向に進むと芝生広場「町田シバヒロ」（旧町田市役所跡地）を経て町田駅、左岸方向に進むと玉川学園前駅に至る。
- 梅の橋
- 鉄道橋（小田急小田原線）
- 石洗橋
- 坂下橋
  - 横浜市内にも同名の橋がある

#### 町田市高ヶ坂
- 三蔵寺橋
- 旧高瀬橋（町田市西成瀬との境界）
  - 原町田と成瀬を結ぶ古道があった。
  - 横浜港開港後は、八王子方面からの絹の運搬路となった。
- 高瀬橋（成瀬街道）（町田市西成瀬・成瀬との境界）
  - 右岸方向に進むと町田駅、左岸方向に進むと東京都立成瀬高等学校に至る。
- 鹿島橋（町田市成瀬との境界）
  - 名称は、下流右岸側にある鹿島神社に由来する。なお、鹿島神社周辺の旧字名も「鹿島」である。

#### 町田市成瀬
- 弁天橋
  - 弁天橋と扇橋のほぼ中間の左岸の特別養護老人ホームまちだ正吉苑の恩田川側に、弁天様をまつった「ほこら」があり、これが名称の由来である。
  - 下流側左岸には、恩田川の旧流路に残った弁天池をメインとした弁天橋公園がある。
- 扇橋
- 会下山橋
  - 右岸方向に進むと成瀬駅、左岸方向に進むと東京都立成瀬高等学校を経て昭和薬科大学に至る。
- 二反田橋（自転車歩行者専用橋）
- 西山橋（自転車歩行者専用橋）
  - 都橋（町田市）を通る鎌倉道上道の枝道のさらに枝道にあたり、JR横浜線の小川踏切（廃止、北緯35度31分54秒 東経139度28分42秒 / 北緯35.53167度 東経139.47833度付近、東神奈川駅より19.504km地点）辺りから分岐し、西山橋を渡り、杉山神社（現在は移転している）を経て、成瀬コミュニティセンター付近に至る、短絡道だった。ただし、登り下りが激しいため、都橋経由よりも使用頻度は低かったようである。
  - 西山橋南詰から都橋の南側へ至る古道もあった。
- 成瀬中央橋（成瀬中央通り）
  - 右岸方向に進むと成瀬駅、左岸方向に進むと成瀬街道に至る。
- 向橋
  - 幅が狭く、実質的に自転車歩行者専用橋。
- 吹上橋
  - 右岸方向に進むと町田街道の町谷原信号を経て大和市つきみ野、左岸方向に進むと成瀬街道に至る。
- 都橋
  - この橋は古代から最近までの交通の要所であった。
    - 771年以降律令時代の古代東海道の店屋駅（まちやえき、宿駅）が現在の町田市鶴間字町谷にあたるという説が正しいならば（瀬谷や都筑という説もあり）、店屋駅から小高駅（宿駅、川崎市高津区にある新作小高台遺跡にあたるとみられる）を結ぶ道に当たっていた可能性が高いと言われている[11][12]。
    - 横浜市瀬谷区上瀬谷町・上瀬谷小学校入口信号付近（相模国鎌倉郡瀬谷郷）から本道と分離して、グランベリーモールの東側、町田街道・小川信号付近、町田市南つくし野・やなぎ公園付近を通り、小川に沿って北上し、都橋を渡り、成瀬街道の南側を西に進み、東雲寺を経て、恩田川左岸に沿って本町田で本道に再合流する、鎌倉道上道の枝道にあたる。
    - 都橋の南側から長津田（横浜市緑区）方向へ伸びる道も鎌倉道の枝道で、中道への連絡道であり、初期の上道であったと見られている。畠山重忠が討たれる直前にここを通っている。
    - 横浜港開港後は、八王子方面からの絹の運搬路となった。

  - 最も下流側にかかる橋と同名である。

### 神奈川県横浜市

#### 横浜市青葉区恩田町
- 柳橋
- 堀の内橋
- 鉄道橋（こどもの国線）
- 日影橋
- 浅山橋（神奈川県道139号真光寺長津田線）（横浜市青葉区田奈との境界）
  - 右岸方向に進むと長津田駅、左岸方向に進むと神奈川県道140号川崎町田線との重複区間を経てこどもの国に至る。

#### 横浜市青葉区田奈
- 浅山下橋
- 田奈橋
- 鉄道橋（東急田園都市線）
- 恩田大橋（国道246号）（横浜市青葉区しらとり台と横浜市緑区いぶき野との境界）
  - 右岸方向に進むと横浜町田インターチェンジ、左岸方向に進むと横浜青葉インターチェンジに至る。

#### 横浜市青葉区しらとり台
- 川戸橋（横浜市緑区十日市場町との境界）
- 恩田川大橋（環状4号線）（横浜市青葉区さつきが丘と横浜市緑区十日市場町との境界）
  - 右岸方向に進むと十日市場駅、左岸方向に進むと青葉台駅に至る。

#### 横浜市青葉区さつきが丘
- 恩田川高架橋[13]（東名高速道路）（横浜市緑区十日市場町との境界）
- 八十橋（横浜市緑区小山町と横浜市緑区十日市場町との境界）

#### 横浜市緑区小山町（上流側）
- 坂下橋（横浜市緑区十日市場町との境界）
  - 町田市内にも同名の橋がある

#### 横浜市緑区新治町
- 新良橋

#### 横浜市緑区小山町（下流側）
- 小山橋（横浜市緑区中山町との境界）
- 小山橋人道橋（横浜市緑区中山町との境界）
  - 小山橋の直近を平行してあるが、小山橋とは別に独立している。
- 中山大橋（横浜市緑区青砥町と横浜市緑区中山町との境界）
  - 右岸方向に進むと中山駅、左岸方向に進むと神奈川県道140号川崎町田線に至る。

#### 横浜市緑区青砥町
- 都橋（神奈川県道109号青砥上星川線）（横浜市緑区中山町との境界）
  - 町田市内で最も下流にかかる橋と同名である。
  - 平成23年度までの予定で、架け替え工事が行われている[14]。